# ماري هيغينز كلارك
ماري هيغينز كلارك (بالإنجليزية: Mary Higgins Clark)‏ (مواليد نيويورك 1927) روائية أمريكية . تكتب هيجنز الروايات التشويقية. ولقد احتلت جميع كتبها، والبالغة 51 كتابا، قوائم الأكثر مبيعا في كل من الولايات المتحدة ومختلف الدول الأوروبية. بدأت هيغنز كلارك الكتابة في سن مبكرة. عملت كسكرتيرة ومحررة لعدة سنوات، قضت عامًا كمضيفة في شركة بان للخطوط الجوية الأمريكية العالمية قبل ترك الوظيفة للزواج وتأسيس عائلة. زودت دخل أسرتها من خلال كتابة قصص قصيرة. عملت هيغنز كلارك لسنوات عديدة بعد وفاة زوجها في عام 1964 في كتابة السيناريوهات الإذاعية لمدة أربع دقائق حتى أقنعها وكيلها بمحاولة كتابة الروايات. أما روايتها الأولى، فهي رواية خيالية عن حياة جورج واشنطن، لم تُباع بشكلٍ جيد، فقررت استغلال حبها للروايات الغامضة/ التشويقية. أصبحت رواياتها التشويقية مشهورة للغاية، بيعت كتبها أكثر من 80 مليون نسخة في الولايات المتحدة وحدها عام 2007. ابنتها كارول هيغنز كلارك وزوجة ابنها السابقة ماري جين كلارك، كُتاب أيضًا.

## حياتها المبكرة
وُلدت ماري تيريزا إليانور هيغنز ليلة عيد الميلاد عام 1927، ذكرت بعض المصادر بشكل خاطئ أنها وُلدت عام 1929، الطفلة الثانية والابنة الوحيدة للمهاجر الأيرلندي لوك هيغنز وزوجته أمريكية المولد نورا، من أصل أيرلندي أيضًا. قدرت هيئة التعداد السكاني للولايات المتحدة الأمريكية سنها في أبريل 1940 إلى أنه 12 عامًا، والذي يُشير إلى أن عام ميلادها هو 1927، إذ كان هذا عمرها في عيد ميلادها الأخير، وهو السؤال الذي طرحه موظفو هيئة التعداد السكاني.
وُلدت بعد حوالي عام ونصف من ولادة شقيقها الأكبر جوزيف. تلاه شقيقها الأصغر جون بعد ثلاث سنوات. اهتمت منذ طفولتها بالكتابة، مُؤلفة قصيدتها الأولى في سن السابعة وصنعت غالبًا مسرحيات قصيرة لأصدقائها كي يمثلوها. بدأت في الاحتفاظ بالصحف في السابعة من عمرها، مُشيرة إلى ذلك في مقالها الأول، «لم يحدث شيء كبير اليوم».
اكتسبت الأسرة دخلها من حانة أيرلندية وكانت ميسورة الحال إلى حدٍ ما، مالكة لمنزل في برونكس وكوخ صيفي في لونغ آيلاند ساوند. على الرغم من بدء الكساد الاقتصادي في طفولة هيغنز كلارك، إلا أن عائلتها لم تتأثر في البداية، مُصرة على توظيف الطارقين بابها بحثًا عن عمل. بدأت العائلة تُعاني من ضائقة مالية عند بلوغ هيغنز كلارك العاشرة من عمرها، لأن العديد من رواد الحانة غير قادرين على دفع حسابهم بسبب ارتفاع سعر العملة. اضطر والد هيغنز كلارك إلى الاستغناء عن العديد من الموظفين والعمل لساعات أطول، ولم يمكث في المنزل أكثر من بضع ساعات يوميًا. وقعت الأسرة في اضطرابات أخرى عام 1939، عادت ماري الصغيرة إلى المنزل من قداس مبكر لتكتشف وفاة والدها أثناء نومه.
نورا هيغنز، أرملة الآن ولديها ثلاثة أطفال صغار مُلزمة بنفقاتهم، اكتشفت سريعًا أن عددًا قليلاً من أرباب العمل مستعدين لتوظيف امرأة تبلغ من العمر 52 عامًا ولم تشغل أي وظيفة منذ أكثر من أربعة عشر عامًا. اضطرت هيغنز كلارك إلى ترك غرفة نومها لتتمكن والدتها من تأجيرها لدفع الفواتير. بعد وفاة والدهم بستة شهور، تعرض الأخ الأكبر لهيغنز كلارك لجرح في قدمه بسبب قطعة معدنية مُسببة التهابًا شديدًا في العظام. صلت هيغنز كلارك ووالدتها من أجله باستمرار، وتبرع جيرانهم بالدماء بشكل جماعي لعمليات نقل الدم الكثيرة التي احتاجها الصبي. نجا جوزيف هيغنز على الرغم من توقعات الأطباء الرهيبة. تنسب هيغنز كلارك شفاءه إلى قوة صلواتهم.
حصلت هيغنز كلارك على منحة دراسية لمواصلة تعليمها في أكاديمية فيلا ماريا بعد تخرجها من مدرسة سانت فرانسيس كزافييه، تُدار الأكاديمية من قبل راهبات مجمع نوتردام دي مونتريال. شجعت مديرة المدرسة والمعلمون الآخرون هيغنز كلارك على تطوير كتاباتها، على الرغم من قلة حماسهم إلى حد ما بسبب قضاء وقتها الدراسي في كتابة القصص بدلًا من الاهتمام بالدروس. حاولت هيغنز كلارك لأول مرة نشر أعمالها في السادسة عشرة من عمرها، بإرسال مقدمة (اعترافات حقيقية)، وقوبلت بالرفض.
عملت كموظفة سويتش في فندق شيلتون للمساعدة في دفع الفواتير، إذ كانت تستمع في كثير من الأحيان إلى محادثات النزلاء. تذكر في مذكراتها أنها قضت وقتًا طويلًا في التنصت على تينيسي ويليامز، وتذمرت من عدم قوله أي شيء مشوق. تستعرض هيغنز كلارك فاترينات المتاجر في أيام عطلتها، وتختار في عقلها الملابس التي سترتديها عندما تُصبح كاتبة مشهورة.
عملت والدتها كمُربية أطفال على الرغم من مساهمة هيغنز كلارك في شؤون الأسرة المالية، ومع ذلك لم تكن مساهمتها كافية، وخسرت الأسرة منزلها وانتقلت إلى شقة صغيرة من ثلاث غرف. تجند جوزيف على الفور في البحرية عند تخرجه من المدرسة الثانوية في عام 1944، لخدمة بلده خلال الحرب ولمساعدة والدته في سداد فواتيرها. أُصيب بالتهاب السحايا الفقري وتُوفي بعد ستة أشهر من تجنيده. على الرغم من شدة الفاجعة بموت جوزيف لأنه عائل الأسرة، فقد حصلت نورا على معاش مدى الحياة ولم تعد بحاجة إلى مساعدة ابنتها لدفع الفواتير.

## حياتها اللاحقة
واعدت هيغنز كلارك في فترة ترملها. وصفت زواجها الثاني (1978- 1986) من ريمون بلويتز بأنه «كارثي»، وفسخته.
تزوجت من جون جيه كونيني عام 1996 بعد قدمت ابنتها باتي كلًا منهما للآخر. تُوفي جون جيه كونيني عن عمر يناهز 89 عامًا في 8 أكتوبر 2018. كان جون المدير التنفيذي المُتقاعد لميريل لينش فيوتشرز، عاش الزوجان في سادل ريفر بولاية نيوجيرسي، (انتقلت ماري لأول مرة إلى نيوجيرسي في عام 1956 عندما اشترت وزوجها الأول منزلًا في بلدة واشنطن، مقاطعة بيرغن، نيو جيرسي)، ولها منازل أيضًا في مانهاتن، سبرينج ليك، نيو جيرسي، دينيس وماساتشوستس.
تصادف وجود هيغنز كلارك في واشنطن العاصمة عام 1981، في يوم إطلاق النار على الرئيس رونالد ريغان. تمكنت من الانضمام إلى وسائل الإعلام منتظرةً سماع تشخيص الرئيس بسبب حصولها على تصريح صحفي. بدأ المؤتمر الصحفي أخيرًا بوصول الدكتور، اختيرت هيغنز كلارك كأحد الأشخاص القلائل لطرح سؤال.

## نجاحها

### القبول الشعبي
نشرت هيغنز كلارك أكثر من 50 رواية في عام 2015، تزامنًا مع بيع ملايين النسخ في جميع أنحاء الولايات المتحدة. صدر كتابها الأخير بعنوان (قاتل سندريلا) في ديسمبر 2014، واشتركت في كتابته مع المؤلفة ألفير بورك. شاركت كتابة ستة من كتبها مع مؤلفين آخرين، بما في ذلك بعض الكتب مع ابنتها كارول هيغنز كلارك. كتبت أربعًا وعشرين رواية تشويقية اعتبارًا من 2007، وبيعت أكثر من 80 مليون نسخة في الولايات المتحدة.
أصبحت رواياتها التشويقية من أكثر الكتب مبيعًا، ولا تزال تُطبع جميعها حتى عام 2007، بما في ذلك (أين هم الأطفال؟)، والتي وصلت إلى الطبعة الخامسة والسبعين. وصلت الطبعة المُجلدة لكتاب (في الشارع الذي تعيش فيه) إلى المرتبة الأولى في قائمة نيويورك تايمز الأكثر مبيعًا للطبعات المجلدة عام 2001، ووصلت النسخة الورقية من روايتها (قبل أن أقول وداعًا) إلى المرتبة الأولى في قائمة نيويورك تايمز الأكثر مبيعًا للنسخ الورقية.
أصبحت كُتبها الأكثر مبيعًا في فرنسا أيضًا، وحازت على وسام فارسة الفنون والآداب عام 2000 في فرنسا. كُرمت بالجائزة الكبرى للأدب البوليسي عام 1980 في فرنسا وجائزة مهرجان دوفيل السينمائي الأدبي (1999). حصلت على الميدالية الذهبية من الجمعية التاريخية الأمريكية الأيرلندية، والتي تُمنح لأي أميركي أيرلندي أو أيرلندي الجنسية من ذوي الإنجازات الهامة.

## مؤلفاتها
- رواية تذكرني (رواية)
- رواية غريب بالمرصاد
- رواية كأنك لا تراها
- رواية مطلوب فتاة تهوى الموسيقى تهوى الرقص
- رواية فتاتان صغيرتان في ثياب زرقاء
- رواية لقد سمعت هذه الأغنية من قبل

## روابط خارجية
- ماري هيغينز كلارك على موقع IMDb (الإنجليزية)
- ماري هيغينز كلارك على موقع الموسوعة البريطانية (الإنجليزية)
- ماري هيغينز كلارك على موقع ميوزك برينز (الإنجليزية)
- ماري هيغينز كلارك على موقع إن إن دي بي (الإنجليزية)
- ماري هيغينز كلارك على موقع ديسكوغز (الإنجليزية)
- ماري هيغينز كلارك على موقع قاعدة بيانات الفيلم (الإنجليزية)

## وصلات خارجية
- صفحة الكاتبة ماري هيغينز كلارك على موقع جود ريدز
- صفحة الكاتبة ماري هيغينز كلارك على موقع أبجد